# Push the Sky Away
Push the Sky Away je patnácté studiové album australské rockové skupiny Nick Cave and the Bad Seeds. Jeho nahrávání probíhalo od prosince 2011 do srpna následujícího roku ve studiu La Fabrique v Saint-Rémy-de-Provence ve Francii. Album vyšlo 18. února 2013. Jde tak o první album této skupiny od roku 2008, kdy vyšlo Dig, Lazarus, Dig!!!. Mezitím nahrál Cave album se skupinou Grinderman.

## Seznam skladeb
| Pořadí | Název                    | Hudba                      | Text      | Délka |
| ------ | ------------------------ | -------------------------- | --------- | ----- |
| 1.     | We No Who U R            | Cave, Warren Ellis         | Nick Cave | 4:04  |
| 2.     | Wide Lovely Eyes         | Cave, Ellis                | Cave      | 4:04  |
| 3.     | Water's Edge             | Cave, Ellis, Thomas Wydler | Cave      | 3:49  |
| 4.     | Jubilee Street           | Cave, Ellis                | Cave      | 6:35  |
| 5.     | Mermaids                 | Cave, Ellis                | Cave      | 3:49  |
| 6.     | We Real Cool             | Cave, Ellis                | Cave      | 4:18  |
| 7.     | Finishing Jubilee Street | Cave, Ellis, Wydler        | Cave      | 4:28  |
| 8.     | Higgs Boson Blues        | Cave, Ellis                | Cave      | 7:50  |
| 9.     | Push the Sky Away        | Cave, Ellis                | Cave      | 4:07  |

| Bonusy na de-luxe edici | Bonusy na de-luxe edici | Bonusy na de-luxe edici | Bonusy na de-luxe edici | Bonusy na de-luxe edici |
| Pořadí                  | Název                   | Hudba                   | Text                    | Délka                   |
| ----------------------- | ----------------------- | ----------------------- | ----------------------- | ----------------------- |
| 10.                     | Needle Boy              | Cave, Ellis             | Cave                    | 4:04                    |
| 11.                     | Lightning Bolts         | Cave, Ellis, Wydler     | Cave                    | 3:42                    |

## Obsazení
Nick Cave and the Bad Seeds
- Nick Cave – zpěv, piano, elektrické piano
- Warren Ellis – housle, viola, flétna, kytara, syntezátory, elektrické piano, doprovodné vokály
- Martyn P. Casey – baskytara, doprovodné vokály
- Barry Adamson – baskytara, doprovodné vokály
- Conway Savage – zpěv, doprovodné vokály
- Thomas Wydler – bicí, doprovodné vokály
- Jim Sclavunos – perkuse, doprovodné vokály

Ostatní hudebníci
- George Vjestica – dvanáctistrunná kytara, doprovodné vokály
- Chris Dauray – saxofon
- Jessica Neilson – basklarinet
- Ryan Porter – pozoun
- Antonio Beliveau – doprovodné vokály
- Aya Peard – doprovodné vokály
- Jason Evigan – doprovodné vokály
- Natalie Wilde – doprovodné vokály
- Martha Skye Murphy – doprovodné vokály
- Children of Ecole Saint Martin – doprovodné vokály